# كريم أبو زيد
كريم أبو زيد (ولد 9 يوليو 1980) مغني وممثل مصري.

## حياته ومسيرته
بدأ حياته الفنية عام 1985 بفيلم الكيف إلى جوار النجم محمود عبد العزيز. ابتعد عن التمثيل واتجه إلى دنيا الغناء وطرح ألبومات (لون شعرك) ، (تفاحة آدم ) اللذان حققا نجاحا مدويا عامي 2004 ؛ 2005 وتعامل مع الشاعر خالد الشيباني في بداياتهما الفنية والذي كتبه له الأغنيتن الرئيسيتين في الألبومين من ألحان شقيقة أشرف أبو زيد ثم عاود واستكمل مشواره الفني بفيلم (الأجندة الحمرا) كما شارك بعدة مسلسلات منها: (العمة نور) عام 2003 وأدم (2011) بمشاركة المطرب تامر حسني وخطوط حمراء مع أحمد السقا.
وهو ابن الفنان والمؤلف المبدع محمود أبوزيد مؤلف أفلام الكيف ؛ البيضة والحجر ؛ جري الوحوش ؛ العار

## أعماله في مجال التمثيل

### في التلفزيون
- الكيف 2016
- ولي العهد 2015
- كيد الحموات 2014
- القاصرات 2013
- الشك 2013
- خطوط حمراء 2012
- آدم 2011
- اغلى من حياتي 2010
- أزمة سكر 2010
- العمة نور 2003

### في السينما
- أنا بضيع يا وديع 2011
- الأجندة الحمراء 2000
- الكيف 1985

## ألبومات
- ألبوم لون شعرك (2004).
- تفاحة آدم (2005)
- عايز اتجوز (	2008).

### أهم أغنياته
- لون شعرك.. الشاعر خالد الشيباني - الملحن أشرف أبو زيد الموزع معتز بسيوني
- تفاحة آدم.. الشاعر خالد الشيباني - الملحن أشرف أبو زيد الموزع مصطفى العتال
- مكنتش أتصور الشاعر أحمد أبو زيد - ألحان وتوزيع أشرف أبو زيد

## روابط خارجية
- كريم أبو زيد على موقع الدهليز
- كريم أبو زيد على موقع قاعدة بيانات الأفلام العربية